# Ферде, Руна
Руна Карин Ферде (норв. Runa Karin Førde; 24 февраля 1933, Осло — 28 июля 2017, Стокке, Эстланд) — норвежская художница и иллюстратор.

## Биография
Родилась 24 февраля 1933 года в Осло. С 1949 по 1953 год училась в Норвежской национальной академии ремесел и художественной промышленности и с 1953 по 1957 год в Норвежской национальной академии изящных искусств. Иллюстрировала книги и детскую хрестоматию для начальной школы. Её работы представлены в Государственной галереи Норвегии, Государственном музее искусств Дании, а также в галереях Пекина и Фарерских островов. Некоторые из её работ были приобретены Национальным музеем искусства, архитектуры и дизайна в Осло. Умерла 28 июля 2017 года в Стокке.

## Награды
- Премия Министерства культуры Норвегии за «лучшую иллюстрацию детских книг»[4].